# Temporada 2011 de la Copa FIA de Energías Alternativas
La temporada 2011 fue la 5ª edición de la Copa FIA de Energías Alternativas, organizada por la Federación Internacional del Automóvil y reservada a los vehículos impulsados por motores ecológicos. Contó con ocho pruebas, empezando en el Rallye Monte Carlo.

## Calendario
| Fecha                    | Carrera                                    | Ganador            |
| ------------------------ | ------------------------------------------ | ------------------ |
| 3 de abril de 2011       | 5e Rallye Montecarlo                       | Raymond Durand     |
| 8 de mayo de 2011        | Clean Week 2020, Zolder                    | Massimo Liverani   |
| 14 de agosto de 2011     | Rally Reikiavik                            | Raymond Durand     |
| 27 de agosto de 2011     | III Eco Rallye Vasco Navarro, Vitoria      | Txema Foronda      |
| 25 de septiembre de 2011 | 5th High-Tech Ecomobility Rally, Atenas    | Massimo Liverani   |
| 30 de septiembre de 2011 | Green Prix Eco Targa, Palermo              | Massimo Liverani   |
| 2 de octubre de 2011     | Rallye Énergie Alternative, Montreal       | Sebastien Kroetsch |
| 15 de octubre de 2011    | 6° Ecorally San Marino-Ciudad del Vaticano | Roberto Viganò     |

## Clasificación de pilotos
| Puntos | Piloto |
| ------ | --- |
| 82     | Massimo Liverani |
| 66     | Guido Guerrini |
| 58     | Raymond Durand |
| 56     | Jesús Echave |
| 20     | Txema Foronda, Sebastien Kroetsch, Roberto Viganò, Vincenzo Di Bella                                                      |
| 18     | Frédéric Thizy |
| 16     | Gianmaria Aghem, Kristján Einar Kristjánsson, Adrian Oiarbide                                                             |
| 12     | Massimo Beltrami, Maykel Del Cyd, Martyn Ouellet                                                                          |
| 10     | Maarten Longueville, Aristotelis Kosmas, Yves Boulanger, Stefano Pezzi                                                    |
| 8      | Océane Pozzo, Eric Van Wesemael, Gunnar Pálsson, Nikolaos Karapanagiotis, Pierre Girard                                   |
| 6      | Frédérique Vervisch, Dali (Örn Ingólfsson), Ioannis Kepetzis, Desara Muriqi                                               |
| 4      | Luis Murguia, Michel Meulemans, Jon Knighton, Mireia Saizar, Miltos Tsoskounoglou, Pascal Tourangeau, Massimiliano Sorghi |
| 2      | Christophe Ponset, Bjarney Annelsdóttir, Eduardo Encina, Pierre Piché                                                     |

## Clasificación de copilotos
| Puntos | Copiloto (Primeras posiciones)      |
| ------ | ----------------------------------- |
| 56     | Juanan Delgado                      |
| 48     | Valeria Strada                      |
| 40     | Bernard Vialar, Alessandro Talmelli |
| 36     | Emanuele Calchetti                  |
| 22     | Andrea Gnaldi Coleschi              |